# Simbolo dell'Evangelista Luca
Il rilievo con il Simbolo dell'Evangelista Luca (Bue) fa parte dei pannelli bronzei di Donatello per la decorazione dell'altare della basilica, in particolare della serie dei quattro Simboli degli Evangelisti. È in bronzo (59,8 × 59,8 cm) e risale a dopo il 1446, completato entro il 1453.

## Storia
L'altare e le sue decorazioni vennero eseguiti tra la seconda metà del 1446 e la partenza dell'artista da Padova, nel 1453. Le opere vennero ritoccate per molto tempo, ben oltre la partenza di Donatello: se ne ha notizia fino al 1477.
Poiché la struttura architettonica originale dell'altare andò distrutta sul finire del XVI secolo, la versione che oggi si vede è una ricostruzione controversa dell'architetto Camillo Boito del 1895.
I rilievi dei Simboli degli Evangelisti si trovavano forse sotto sui lati dell'altare, separati in mezzo da un rilievo di Putti per lato. Nella ricostruzione ottocentesca si trovano invece nel registro inferiore alle estremità, poco lontane dalle statue dei vescovi Ludovico e San Prosdocimo: due formelle sono sul lato anteriore e due su quello posteriore.

## Descrizione
Le formelle quadrate mostrano i simboli evangelici della visione di Ezechiele, e sono raffigurati su uno sfondo simile ma non identico, composto da una cornice cesellata e un fondale composto di tanti cerchi su cui è appesa una ghirlanda.
Il bue alato è raffigurato come un animale mansueto, con un taglio asciutto e metallico nel segno nel rilievo. La sua mole espansa riempie la formella, debordando in basso, con una zampa e un lembo del velo su cui è poggiato il Vangelo. La fisionomia dell'animale è resa più espressiva da un modellato audace, che scarnifica in alcuni punti l'animale, accentuandone la costituzione ossea, come verso il bacino.